# マルク・ドラフォンテーヌ

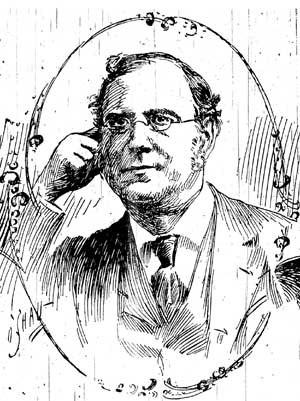
マルク・ドラフォンテーヌ

マルク・ドラフォンテーヌ（Marc Delafontaine、1837年 - 1911年）はスイスの化学者である。ジャック・ソレと共に1878年にホルミウムを発見した。
ジャン・マリニャックの元で研究し、ジュネーヴ大学で一時教えたこともある。1870年アメリカに渡りシカゴ大学で研究した。また、シカゴ警察のために働いたこともある。
ホルミウムは、一連の希土類元素が発見された鉱石のなかから発見された。ドラフォンテーヌはスイスの化学者Philippe PlantamourにちなんでPhilippiumと名づけた。ジュネーブ大学の物理学者ジャック・ソレが分光学的に確認した。1879年にクレーベによって分離されたホルニウムが、彼らによって発見された元素と同じものであったために、ホルミウムの発見者とされる。